# Confusional Quartet
Confusional Quartet est un groupe italien de new wave, originaire de Bologne, actif à la fin des années 1970 et au début des années 1980, et de nouveau en activité depuis 2011.

## Histoire

### Première période
Confusional Quartet commence sa carrière sous le nom de Confusional Jazz Rock Quartet, puis abandonne la connotation de genre. La formation comprend Lucio Ardito à la basse, Gianni Cuoghi à la batterie, Enrico Serotti à la guitare, et Marco Bertoni aux claviers. Le groupe n'a pas de chanteur.
Le 2 avril 1979, Confusional Quartet participe à Bologna Rock, un festival organisé à Palasport qui présente sur scène les principaux groupes de la scène punk rock et new wave bolonaise de l'époque. Il s'agit de Windopen, Gaznevada, Skiantos, Bieki, Naphta, Luti Chroma, Andy J. Forest, Frigos et Cheaters. Confusional Quartet interprète une adaptation de Nel blu dipinto di blu de Domenico Modugno. En 1980, ils sortent leur premier album éponyme sur Italian Records chez Oderso Rubini,.

### Retour
En 2011, ils recommencent à jouer ensemble dans la formation d'origine. Les sessions tenues après trente ans de distance sont enregistrées et publiées par Ansaldi Records dans Italia calibro X, dûment post-produites par CQ et Gianni Gitti. Ils écrivent également de nouveaux morceaux pour un nouvel album intitulé Confusional Quartet, publié par Hell Yeah! et coproduit par Giulio Ragno Favero (Teatro degli Orrori, One Dimensional Man). Le single Futurfunk est coécrit avec Bob Rifo (The Bloody Beetroots). Ils recommencent à jouer en concert.
À la fin de l'été 2013, Gianni Cuoghi quitte le groupe. Il est remplacé par Claudio Trotta (Deus Ex Machina, Testa De Porcu). En 2014, ils sortent l'album Play Demetrio Stratos.

## Style musical
Visuellement, ils s'inspirent de l'image de Devo, vêtus de combinaisons industrielles blanches. Leur style, en revanche, n'avait pas grand-chose à voir avec Devo, c'était plutôt un mélange de jazz, new wave, no wave, d'acronymes publicitaires et d'échantillonnage. La « confusion » est en fait leur façon particulière de juxtaposer brusquement les genres musicaux les plus divers. Les sonorités du premier album rappellent notamment Devo mais aussi les Italiens Area, ouvertement innervées par une dose d'esthétique futuriste,.

## Membres

### Membres actuels
- Lucio Ardito - guitare basse
- Marco Bertoni - claviers
- Giovanni « Gianni » Cuoghi - batterie (jusqu'en août 2013)
- Claudio Trotta - batterie (depuis novembre 2013)
- Enrico Serotti - guitare

### Anciens membres
- Stefania « Paperina » Maggio (1981)
- Michele Bettinelli (1981)

## Discographie

### Albums studio
- 1980 : Confusional Quartet (Italian Records, LP)
- 2011 : Italia calibro X (Ansaldi, CD)
- 2012 : Confusional Quartet (Hell Yeah Recordings, CD/LP)
- 2014 : Confusional Quartet play Demetrio Stratos (Expanded Music, CD/LP)
- 2022 : Confusional Quartet (Trobarobato)

### Compilation
- 2010 : Made in Italy 1978-1982 (Astroman.it, CD)

### EP
- 1981 : Confusional Quartet (Italian Records, 10")

### Singles
- 1980 : Volare / Nedbo Zip (Italian Records, 7")
- 1981 : Documentario (Italian Records, 3x7")

### Participations
- 1982 : AA.VV. Mission Is Terminated-Nice Tracks(Nice Label, 2xLP)
- 2005 : AA.VV. Confuzed Disco Sampler 1 (remix by Scuola Furano) (Mantra Vibes, 12")
- 2010 : AA.VV. Bologna Rock (Cramps, CD)
- 2012 : AA.VV. Futurfunk (Sfera Cubica, CD)
- 2013 : AA.VV. Nebdo Zip (Spittle, CD/LP)